# Dżemal Tabidze
Dżemal Tabidze (gruz. ჯემალ ტაბიძე; ur. 18 marca 1996 w Samtredii) – gruziński piłkarz grający na pozycji środkowego obrońcy. Od 2014 jest piłkarzem klubu Panetolikos.

## Kariera klubowa
Swoją karierę piłkarską Tabidze rozpoczął w klubie Saburtalo Tbilisi. W 2013 roku awansował do kadry pierwszej drużyny i 31 sierpnia 2013 zadebiutował w jego barwach w Erownuli Liga 2 w wygranym 4:1 domowym meczu z Kolcheti Chobi. W sezonie 2013/2014 wywalczył z Saburtalem awans do Erownuli Liga. W Saburtalo grał do końca sezonu 2014/2015.
W lipcu 2015 Tabidze został zawodnikiem belgijskiego KAA Gent. W sezonie 2015/2016 nie zaliczył w nim jednak debiutu w pierwszej lidze belgijskiej. W 2016 roku został wypożyczony z Gent do Urału Jekaterynburg. Swój debiut w Urale zanotował 8 maja 2017 w przegranym 1:3 domowym spotkaniu z Krylją Sowietow Samara. W Urale grał przez rok.
W lipcu 2017 Tabidze odszedł z Gent do FK Ufa. 15 lipca 2017 zanotował swój debiut w Ufie w zwycięskim 1:0 wyjazdowym meczu z FK Tosno.
| Sezon   | Klub               | Kraj   | Rozgrywki       | Mecze | Gole |
| ------- | ------------------ | ------ | --------------- | ----- | ---- |
| 2013/14 | Saburtalo Tbilisi  | Gruzja | Erownuli Liga 2 | 18    | 0    |
| 2014/15 | Saburtalo Tbilisi  | Gruzja | Erownuli Liga 2 | 19    | 2    |
| 2015/16 | KAA Gent           | Belgia | Eerste klasse A | 0     | 0    |
| 2016/17 | Urał Jekaterynburg | Rosja  | Priemjer-Liga   | 3     | 0    |
| 2017/18 | FK Ufa             | Rosja  | Priemjer-Liga   | 20    | 0    |
| 2018/19 | FK Ufa             | Rosja  | Priemjer-Liga   | 12    | 0    |
| 2019/20 | FK Ufa             | Rosja  | Priemjer-Liga   | 25    | 1    |
| 2020/21 | FK Ufa             | Rosja  | Priemjer-Liga   | 22    | 0    |

## Kariera reprezentacyjna
Tabidze grał w młodzieżowych reprezentacjach Gruzji na szczeblach U-17, U-19 i U-21. W reprezentacji Gruzji zadebiutował 23 stycznia 2017 w zremisowanym 2:2 towarzyskim meczu z Uzbekistanem, rozegranym w Dubaju, gdy w 90. minucie zmienił Laszę Szergelaszwilego. 27 marca 2018 w zwycięskim 2:0 towarzyskim meczu z Estonią strzelił pierwszego gola w kadrze narodowej.

## Odznaczenia
- Order Honoru – 2024[1][2][3][4]